# Mmadinare
Mmadinare är ett samhälle (med status village) i distriktet Central i sydöstra Botswana. Det grundades runt sekelskiftet 1900 av batalaunda/batalaote från Palapye. Nuförtiden bebos Mmadinare främst av batalaunda/batalaote, babirwa samt bangwato. Samhällets namn anses komma från Mma dinare (ungefär "Moder Buffalo").